# جلولاء
جلولاء (بالكردية: گوڵاڵە، Celewla‏) مدينة في العراق وإحدى النواحي التابعة لقضاء خانقين ضمن محافظة ديالى، تقع على نهر ديالى على بعد 8 كم شمال السعدية. المدينة مأهولة بالكرد والعرب والتركمان. قبل إطلاق حملات التعريب البعثية في شمال العراق في الستينيات، كانت المدينة ذات أغلبية كُرديّة. سُمّيت بهذه التسمية بعد الواقعة المعروفة بمعركة جلولاء عام (16هـ - 637م) بين الجيشين الإسلامي والساساني الفارسي في زمن الخليفة عمر بن الخطاب حيث تجللت الأرض بدماء الفرس. إلا أنه يُذكر قبل هذه الواقعة وقبل الفتح الإسلامي كانت تسمى هذه المنطقة باسم (گوڵاڵه) أو (گوڵ لاله) باللغة الكردية تعني تلك الورود الحمراء التي تبرز خلال فصل الربيع على ضفاف نهر سيروان (ديالى). ويذكرها الأستاذ محمد خالد علي السبهان، في دليل أسماء المدن العراقية بأن اسم جلولاء تعني: صلاة الإله، قربان الإله.
أما في عهد الدولة العثمانية فقد أطلقوا عليه تسمية (قره‌ غان) في إشارة إلى السائل الزيتي الأسود (النفط).

## تاريخ
إن جلولاء تعتبر بلدة حديثة العهد قياساً إلى العديد من مدن وبلدات المنطقة مثل خانقين ومندلي وكفري وقزربات (السعدية) وبدرة وجصان وغيرها، إلا أن موقعها يتميز بإرثه التاريخي والحضاري العريق الذي تؤكده المصادر والمعلومات التاريخية المتيسرة.[بحاجة لمصدر]
فمعظم المعلومات والمصادر تفيد بأن قنطرة ساسانية مهمة كانت قائمة في هذا الموقع قبل أن تنهار وتزول معالمها بمرور الزمن، كما دارت في سوحه (سوح الموقع) معركة جلولاء الشهيرة عام (16هـ - 637م) بين الجيشين الإسلامي والساساني الفارسي في زمن الخليفة عمر بن الخطاب والتي انتصر فيها بعد فتحه المدائن، ففر على أثرها الملك يزدجرد مدحوراً من ساحة القتال، كما كان الموقع المرحلة التالية بعد شهربان (المقدادية) على طريق بغداد- خرسان الحيوي في العهد العباسي، وقد أطلق عليه المؤرخ ابن المستوفي اسم رباط جلولاء لأن ملك شاه السلجوقي شيّد فيه رباطاً في القرن الخامس الهجري، أما فيما يخص تاريخ نشوء بلدة جلولاء الحالية، فأنه يعود إلى منتصف عقد العشرينيات من القرن العشرين، حيث ظهرت البلدة أساساً كمحطة رئيسة ومفرق للقطارات المارة على الخط الحديدي (المتري) الذي شرع الإنكليز بمده من بغداد صوب كركوك، أواخر العقد الثاني من القرن المنصرم، وكان يتفرع من هذا الخط عند محطة ومفرق جلولاء، خط فرعي باتجاه مدينة خانقين.[بحاجة لمصدر]
وبهذا تحوّل المكان الحالي لجلولاء من موقع موحش منعزل تجوبه بعض القبائل الكردية الرعوية الرحالة بين الحين والحين، إلى مركز مدني وتجاري حيوي وموقع عسكري مهم شيد فيه الانكليز إلى جانب ثكنتهم الحجرية وملحقاتها، العديد من الجسور والقناطر والطرقات والمباني الحديثة، وذلك تبعاً لمقتضيات مصالحهم ومخططاتهم الاستعمارية في المنطقة.[بحاجة لمصدر]
وظلت جلولاء تنمو وتزدهر سريعاً وتستقبل مختلف القوميات من المسلمين والمسيحيين والأرمن واليهود الذين أخذوا يتوافدون على البلدة من مختلف المناطق باحثين عن فرص العمل والاستقرار في تلك البلدة الفتية.[بحاجة لمصدر]
وفي عام 1958 تحولت جلولاء إلى مركز ناحية مستحدثة ضمن قضاء خانقين فضمت مجموعة كبيرة من القرى والأرياف المزدهرة ضمن ناحية السعدية التي كانت جلولاء تتبعها إدارياً لحد ذلك التاريخ، هذا إلى جانب عدد آخر من القرى والأرياف الواقعة غربي نهر سيروان (ديالى) والتي ألحقت بجلولاء من الحدود الإدارية للواء كركوك.[بحاجة لمصدر]
ولقد شهدت جلولاء خلال السنوات اللاحقة مزيداً من الرخاء والازدهار بفضل إنجاز مشروع سد وخزان دربنديخان الشهير (عام 1961) والذي أمكن من خلاله التحكم في مناسيب نهر سيروان وتنظيم عمليات الري ودرء مخاطر الفيضانات بالنسبة للمناطق الواقعة أسفل هذا المشروع كجلولاء وغيرها من مدن محافظة ديالى. وشهدت جلولاء حملة شرسة من التهجير التي مورست بحق أهلها نهاية عقد التسعينات وذلك عقب إنجاز مشروع سد حمرين المجاور وغمر العديد من القرى والأرياف هناك بمياه السد المذكور.[بحاجة لمصدر]

## جغرافيا
تبلغ مساحة ناحية جلولاء (467 كم2 وتقع في الطرف الجنوبي الغربي من قضاء خانقين وعلى مبعدة 32 كم من مركز هذا القضاء تحاذيها شرقا نهر سيروان (ديالى) وتبعد عن العاصمة بغداد مسافة حوالي 160 كم، ومعظم سكانها مسلمين وفيها القومية الكردية والعربية بشكل أساسي وأيضا التركمان،
وتمثل ناحية جلولاء إحدى النواحي الأربع التي تؤلف قضاء خانقين الواقعة على الجهة الغربية منها ومن الشمال ناحية كوله جو ومن الغرب (ناحية قره تبه)، ومن الجنوب ناحية قزربات (السعدية) وسلسلة مرتفعات. أما الحدود الداخلية للناحية فتبدأ حدود جلولاء شمالا: من نقطة اتصال وادي ئاوزة ج (العوسج) وتسير حتى يقطع الطريق العام في مفرق جلولاء.
أما جنوبا: فيعتبر (نهر سيروان) الحدود الطى تسير بموازاة خط (السكة الحديد) ثم مخفر مرجانه وصولا إلى جبل (دراوشكة).
وتبدأ الحدود شرقا: من نقطة اتصال وادي ئاوزة ج (العوسج) بسلسلة جبال دراوشكه وحتى مخفر مرجانه القديم.
أما غربا فتبدأ الحدود مع: اتصال الطريق العام بشارع جلولاء حتى نهر سيروان قرب مدرسة جلولاء الابتدائية.

## قرى ناحية جلولاء
- أم الحنطة (شمال جلولاء)
- الإصلاح (شمال جلولاء)
- جميلة (شمال غرب جلولاء)
- أمين حبيب
- الطبج
- علوش
- فدعم معروف[8]

## وصلات خارجية
- جلولاء، سلسة الفتوحات الإسلامية، وجدي غنيم، موقع طريق الإسلام
- جلولاء.. حنث مَن حلفوا بالنار، (في ذكرى وقوعها: 12 من ذي القعدة 16هـ)، إسلام أون لاين